# 阿姐Diva汪明荃演唱會
《阿姐Diva汪明荃演唱會》是由香港歌手汪明荃於2024年11月23日開始的演唱會演出。為汪明荃經七年後再度在紅磡香港體育館舉辦演唱會，並於2024年11月23日至24日期間舉辦。演唱會之後將到新加坡、澳門、馬來西亞舉行。

## 背景與發展
演唱會首站於2024年11月23日開始的演唱會演出，一連兩場在紅磡香港體育館舉辦。
紅館場次請來多位藝人擔任嘉賓，包括羅家英、盧瀚霆、楊千嬅及容祖兒等。

## 巡迴場次
| 場次 | 日期           | 國家／地區 | 城市   | 地點                 | 備註                                 |
| ---- | -------------- | ---------- | ------ | -------------------- | ------------------------------------ |
| 1    | 2024年11月23日 | 香港       | 香港   | 紅磡香港體育館       | 嘉賓：林家謙、陳慧琳、羅家英         |
| 2    | 2024年11月24日 | 香港       | 香港   | 紅磡香港體育館       | 嘉賓：楊千嬅、容祖兒、盧瀚霆、羅家英 |
| 3    | 2025年3月22日  | 新加坡     | 濱海灣 | 濱海灣金沙宴會廳     |                                      |
| 4    | 2025年3月23日  | 新加坡     | 濱海灣 | 濱海灣金沙宴會廳     |                                      |
| 5    | 2025年4月12日  | 澳門       | 澳門   | 澳門百老匯           |                                      |
| 6    | 2025年5月3日   | 中国大陆   | 上海   | 前灘31演藝中心大劇院 |                                      |
| 7    | 2025年6月13日  | 中国大陆   | 廣州   | 廣州中山紀念堂       |                                      |
| 8    | 2025年6月21日  | 马来西亚   | 吉隆坡 | Mega Star Arena      |                                      |

## 演唱歌曲(香港)
- 閃爍登場
- 迷人Pink Lady
- 天虹
- 金絲雀
- 愛你一生一世
- 秋風秋雨
- 銀河
- 華麗轉身
- 傾城之戀
- 用愛將心偷（和林家謙合唱，第一場）/ 少女的祈禱（和楊千嬅合唱，第二場）
- 迷人Pink Lady（林家謙，第一場）/ 郎歸晚（楊千嬅，第二場）
- 家變
- 四季情
- 輪流轉
- 問我（和容祖兒合唱，第二場）
- 我的驕傲（和容祖兒合唱，第二場）
- 用愛將心偷（容祖兒，第二場）
- 問我（羅家英清唱）
- Only You（羅家英）
- 青玉案·元夕
- 蝶戀花·春景
- 聲聲慢·尋尋覓覓
- 楊門女將
- 春花萬里香+採茶山歌
- 像白雲像清風
- 自由女神（和陳慧琳合唱，第一場）/ 紫釵恨（和盧瀚霆合唱，第二場）
- 對你太在乎（陳慧琳，第一場）/ 迷人Pink Lady（和盧瀚霆合唱，第二場）
- Hey Hey OK!（盧瀚霆，第二場）
- 京華春夢
- 郎歸晚（第一場）/ 千王群英會（第二場）
- 千王羣英會
- 勇敢的中國人
- 萬水千山總是情

Encore : 
- 熱咖啡
- 家鄉
- 美麗娛樂世界
- Make My Day